# Carl Friedrich Weitzmann
Carl Friedrich Weitzmann (Berlino, 10 agosto 1808 – Berlino, 7 novembre 1880) è stato un musicologo e musicista tedesco.

## Biografia
Ha studiato violino e composizione sotto la guida di Carl Henning e Bernard Klein, e successivamente (1817-1832) teoria della musica con Louis Spohr e Moritz Hauptmann nelle scuole di Kassel.
È stato un maestro di coro e di violino del Teatro di Riga ed è stato membro della orchestra imperiale di San Pietroburgo.
Intorno alla metà del secolo si è trasferito a Berlino, dove ha insegnato composizione presso il Conservatorio Stern.
Svolse lunghi studi presso le biblioteche parigine e londinesi.
Weitzmann pubblicò il suo primo grande lavoro teorico Der übermässige Dreiklang nel 1853. In questo trattato, suggerì che la triade minore era semplicemente un'inversione della triade maggiore e che entrambe sono generate da un tono fondamentale comune nel mezzo.
Tra le sue amicizie importanti, si annovera quella con Liszt, che mostrò un considerevole interesse per le nuove teorie sulle sonorità dissonanti.  
La dimostrazione di Weitzmann ha avuto un'influenza significativa sui moderni teorici neo-riemanniani, quali David Lewin, Brian Hyer, Richard Cohn e Henry Klumpenhouwer.
In seguito Weitzmann estese le sue teorie alle scale, osservando come una scala minore discendente che parte dal quinto grado è un'inversione di una scala maggiore ascendente. Poiché le sue teorie si riferiscono a maggiori e minori, è chiamata una spiegazione "dualista". I teorici dualisti successivi includono Arthur von Oettingen e le prime opere di Hugo Riemann. Infine Weittzmann si interessò anche del temperamento musicale.
Come musicista effettuò tour in gran parte dell'Europa, toccando anche la Scandinavia e la Finlandia.
Tra le sue pubblicazioni, si ricordano : Geschichte des Septimenakord (1854), Geschichte der Klaviermusik (1899), Der letzte der Virtuosen: K.Tausig (1868).
Ha composto anche opere  e musica per pianoforte e per coro.

## Opere principali
- Der übermässige Dreiklang (Berlino, 1853)
- Der verminderte Septimenakkord (Berlino, 1854)
- Geschichte des Septimen-akkordes (Berlino, 1854)
- Geschichte der griechischen Musik (Berlino, 1855)
- Harmoniesystem (Lipsia, 1860)
- Die neue Harmonielehre im Streit mit der alten (Lipsia, 1860)
- Geschichte des Clavierspiels und der Clavierlitteratur (Stoccarda, 1863)